# 刺齿泥花草
水丁黄（学名：Lindernia ciliata），又名刺齒泥花草，为母草属下的一种一年生草本植物，葉長橢圓形，頂生總狀花序，開白色花。

## 扩展阅读
- 維基物種上的相關：水丁黄